# غويلرمو كاسترو
غويلرمو كاسترو (بالإسبانية: Guillermo Castro)‏ (25 يونيو 1940 سان سلفادور السلفادور - ) هو لاعب كرة قدم سلفادوري يلعب كمدافع، شارك في كأس العالم لكرة القدم 1970.

## روابط خارجية
- غويلرمو كاسترو على موقع الاتحاد الدولي (مؤرشف)  (الإنجليزية)
- غويلرمو كاسترو على موقع قاعدة بيانات كرة القدم.إي يو (الإنجليزية)
- غويلرمو كاسترو على موقع ناشيونال فوتبول تيمز (الإنجليزية)
- غويلرمو كاسترو على موقع Soccerway.com (الإنجليزية)
- غويلرمو كاسترو على موقع عالم كرة القدم.نت (الإنجليزية)
- غويلرمو كاسترو على موقع اللجنة الأولمبية الدولية (الإنجليزية)
- غويلرمو كاسترو على موقع أوليمبيديا (الإنجليزية)